# Jo Nabben
Johanna Matthea Mechteldis (Jo) Nabben (Blerick, 9 juni 1911 – aldaar, 27 april 1988) was een Nederlands schrijfster.  

## Biografie
Ze groeide op in een streng katholiek gezin. Haar vader, Theodor Willem Nabben, was schoenmaker en had een zaak aan huis in Blerick. Ze trouwde pas op 55-jarige leeftijd en keerde al na vier jaar, in 1970, terug in het ouderlijk huis na de dood van haar echtgenoot bij een verkeersongeluk. 
Haar eerste roman werd gepubliceerd door Uitgeverij Kluitman. Het heette: Het einde van Lo’s bakvischtijd. Daarna volgden nog negen meisjesboeken en een aantal toneelstukken. Na de Tweede Wereldoorlog werd de Bijbel haar voornaamste inspiratiebron. In de laatste jaren van haar literaire loopbaan schreef ze een aantal heiligenlevens. De overspelige vrouw (herdrukt als Rachel) schreef ze tijdens de oorlogsjaren en publiceerde ze drie jaar na de oorlog. In 1958 verscheen Hagar en in 1967 Izebel en de ongelovigen.
Recensent en schrijver Paul Haimon steunde haar werk als auteur. Hij noemde De overspelige vrouw in het Dagblad voor Noord-Limburg ‘een boek van grootse allure’ en stelde dat de roman de beste was van de katholieke Nederlandse letteren van het jaar 1948. Haimon was degene die in Jo Nabben de opvolgster zag van de veelgelezen katholieke Limburgse schrijfster Marie Koenen. Ook Koenen zelf zag dat zo.
In 1960 ontving ze de tweede prijs bij de jaarlijkse Mathias Kempprijs (de literaire prijs van de beide Limburgen).